# Porina curnowii
Porina curnowii är en lavart som beskrevs av A. L. Sm. Porina curnowii ingår i släktet Porina och familjen Porinaceae.   Inga underarter finns listade i Catalogue of Life.